# Peugeot Typ 42

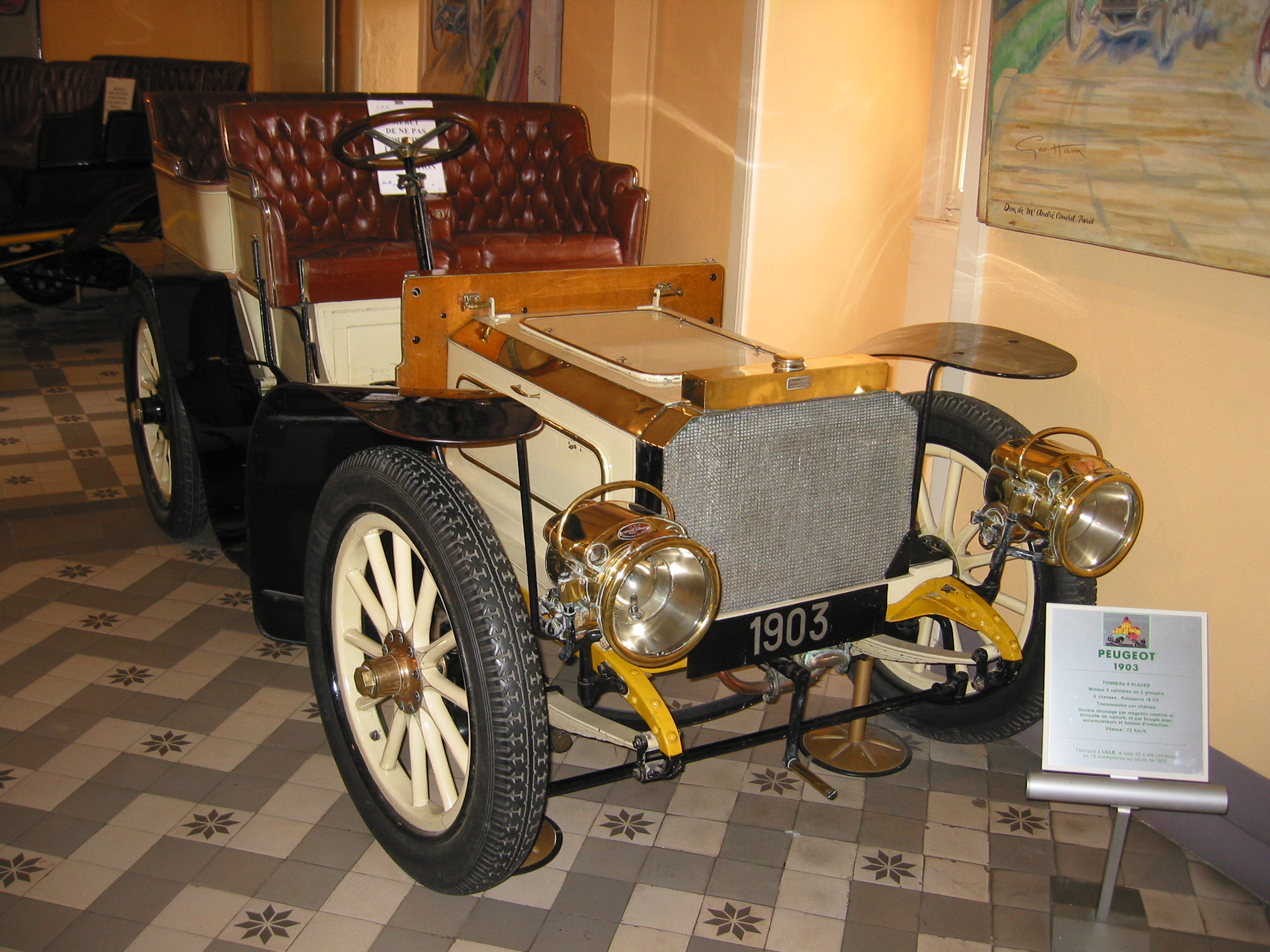
Peugeot Typ 42 von 1903

Der Peugeot Typ 42 ist ein frühes Automodell des französischen Automobilherstellers Peugeot, von dem 1903 im Werk Lille 79 Exemplare produziert wurden.
Die Fahrzeuge besaßen einen Vierzylinder-Viertaktmotor, der vorne angeordnet war und über Kette die Hinterräder antrieb. Der Motor leistete aus 3635 cm³ Hubraum 18 PS.
Der Radstand betrug 195 cm. Die Karosserieform Doppelphaeton bot Platz für vier Personen.